# Пая (рід птахів)
Па́я (Cyanocorax) — рід горобцеподібних птахів родини воронових (Corvidae). Представники цього роду мешкають в тропічних лісах Мексики, Центральної і Південної Америки, а жовточереві паї трапляються також в США.

## Опис
Паї — птахи середнього і відносно великого розміру, їх середня довжина становить 27-77 см, а вага 66-272 г. Це стрункі птахи з міцною будовою тіла, голова у них моє овальну, дещо видовжену форму, дзьоби міцні, конічної форми, на кінці дещо гачкуваті, очі великі, крила і хвіст відносно довгі (у деяких видів хвіст за довжиною дорівнює решті тіла), лапи сильні, з міцними пазурами. Пера на лобі стирчать прямо, у деяких видів вони утворюють невеликий, щіткоподібний чуб, який може ставати дибки.
Голова і груди у пай переважно чорні, спина, крила і хвіст чорні або сині, нижня частина тіла світліша. Деякі види мають рівномірне забарвлення тіла. У деяких видів під очима є плями голої шкіри.
Паї ведуть переважно денний спосіб життя. Вони зустрічаються невеликими зграями, як правило сімейними, і більшу частину дня проводять в пошуках їжі на землі, серед гілок на деревах або в чагарниках. Це всеїдні птахи. Вони є моногамними, розмножуються переважно протягом першої половини року. Гнізда пай мають чашоподібну форму, будуються парою птахів з гілок і рослинних волокон, розміщується в заростях. Кладку насиджують самиці, а самці в цей час шукають їм їжу і захищають гніздо. У деяких видів гніздовій парі доппомагають молоді птахи з попереднього виводку.

## Види
Виділяють сімнадцять видів:
- Пая кучерява (Cyanocorax melanocyaneus)
- Пая акапулькійська (Cyanocorax sanblasianus)
- Пая юкатанська (Cyanocorax yucatanicus)
- Пая велика (Cyanocorax beecheii)
- Пая гіацинтова (Cyanocorax violaceus)
- Пая лазурова (Cyanocorax caeruleus)
- Пая пурпурова (Cyanocorax cyanomelas)
- Пая бразильська (Cyanocorax cristatellus)
- Пая великочуба (Cyanocorax dickeyi)
- Пая синьоброва (Cyanocorax affinis)
- Пая еквадорська (Cyanocorax mystacalis)
- Пая білощока (Cyanocorax cayanus)
- Пая венесуельська (Cyanocorax heilprini)
- Пая круглочуба (Cyanocorax chrysops)
- Пая білошия (Cyanocorax cyanopogon)
- Пая жовточерева (Cyanocorax luxuosus)[6]
- Пая зелена (Cyanocorax yncas)

Буру паю раніше відносили до роду Cyanocorax, однак наразі більшість дослідників відносяить її до монотипового роду Psilorhinus. Кучерявих, акапулькійських, юкатанських і великих пай, що мешкають в Центральній Америці і дуже подібні між собою, деякі дослідники відносять до окремого підроду (або навіть роду) Cissilopha.

## Етимологія
Наукова назва роду Cyanocorax походить від сполучення слів дав.-гр. κυανος — синій і κοραξ — крук, ворона.